# 2016-os Formula–1 bahreini nagydíj
A bahreini nagydíj volt a 2016-os Formula–1 világbajnokság második futama, amelyet 2016. április 1. és április 3. között rendeztek meg a bahreini Bahrain International Circuiten, Szahírban. Ezen a hétvégén debütált a Formula–1-ben Stoffel Vandoorne, miután Fernando Alonso Ausztráliában balesetet szenvedett, és orvosai erre a hétvégére eltiltották a versenyzéstől, a McLaren pedig a belgát jelölte ki a helyére.

## Szabadedzések

### Első szabadedzés
A bahreini nagydíj első szabadedzését április 1-jén, pénteken délután tartották. Először vehetett részt szabadedzésen a mexikói Alfonso Celis, Jr., valamint a Fernando Alonsót helyettesítő belga Stoffel Vandoorne.
| helyezés | versenyző          | csapat/motor         | elért idő | különbség | futott kör |
| -------- | ------------------ | -------------------- | --------- | --------- | ---------- |
| 1        | Nico Rosberg       | Mercedes             | 1:32,294  | −         | 24         |
| 2        | Lewis Hamilton     | Mercedes             | 1:32,799  | +0,505    | 24         |
| 3        | Kimi Räikkönen     | Ferrari              | 1:34,128  | +1,834    | 16         |
| 4        | Daniel Ricciardo   | Red Bull-TAG Heuer   | 1:34,461  | +2,167    | 27         |
| 5        | Danyiil Kvjat      | Red Bull-TAG Heuer   | 1:34,541  | +2,247    | 30         |
| 6        | Nico Hülkenberg    | Force India-Mercedes | 1:34,601  | +2,307    | 28         |
| 7        | Carlos Sainz Jr.   | Toro Rosso-Ferrari   | 1:34,793  | +2,499    | 21         |
| 8        | Max Verstappen     | Toro Rosso-Ferrari   | 1:34,860  | +2,566    | 19         |
| 9        | Romain Grosjean    | Haas-Ferrari         | 1:35,000  | +2,706    | 18         |
| 10       | Felipe Massa       | Williams-Mercedes    | 1:35,006  | +2,712    | 19         |
| 11       | Sebastian Vettel   | Ferrari              | 1:35,073  | +2,779    | 14         |
| 12       | Valtteri Bottas    | Williams-Mercedes    | 1:35,174  | +2,880    | 21         |
| 13       | Esteban Gutiérrez  | Haas-Ferrari         | 1:35,309  | +3,015    | 19         |
| 14       | Jenson Button      | McLaren-Honda        | 1:35,440  | +3,146    | 28         |
| 15       | Kevin Magnussen    | Renault              | 1:35,490  | +3,196    | 27         |
| 16       | Marcus Ericsson    | Sauber-Ferrari       | 1:35,728  | +3,434    | 30         |
| 17       | Pascal Wehrlein    | Manor-Mercedes       | 1:36,371  | +4,077    | 26         |
| 18       | Stoffel Vandoorne  | McLaren-Honda        | 1:36,392  | +4,098    | 25         |
| 19       | Felipe Nasr        | Sauber-Ferrari       | 1:36,719  | +4,425    | 24         |
| 20       | Jolyon Palmer      | Renault              | 1:36,939  | +4,645    | 28         |
| 21       | Alfonso Celis, Jr. | Force India-Mercedes | 1:37,287  | +4,993    | 23         |
| 22       | Rio Haryanto       | Manor-Mercedes       | 1:37,714  | +5,420    | 27         |

### Második szabadedzés
A bahreini nagydíj második szabadedzését április 1-jén, pénteken este tartották.
| helyezés | versenyző         | csapat/motor         | elért idő | különbség | futott kör |
| -------- | ----------------- | -------------------- | --------- | --------- | ---------- |
| 1        | Nico Rosberg      | Mercedes             | 1:31,001  | −         | 38         |
| 2        | Lewis Hamilton    | Mercedes             | 1:31,242  | +0,241    | 32         |
| 3        | Jenson Button     | McLaren-Honda        | 1:32,281  | +1,280    | 32         |
| 4        | Max Verstappen    | Toro Rosso-Ferrari   | 1:32,406  | +1,405    | 31         |
| 5        | Kimi Räikkönen    | Ferrari              | 1:32,452  | +1,451    | 38         |
| 6        | Sebastian Vettel  | Ferrari              | 1:32,650  | +1,649    | 26         |
| 7        | Danyiil Kvjat     | Red Bull-TAG Heuer   | 1:32,703  | +1,702    | 34         |
| 8        | Valtteri Bottas   | Williams-Mercedes    | 1:32,792  | +1,791    | 39         |
| 9        | Daniel Ricciardo  | Red Bull-TAG Heuer   | 1:32,870  | +1,869    | 23         |
| 10       | Felipe Massa      | Williams-Mercedes    | 1:32,873  | +1,872    | 36         |
| 11       | Stoffel Vandoorne | McLaren-Honda        | 1:32,999  | +1,998    | 30         |
| 12       | Esteban Gutiérrez | Haas-Ferrari         | 1:33,129  | +2,128    | 31         |
| 13       | Carlos Sainz Jr.  | Toro Rosso-Ferrari   | 1:33,177  | +2,176    | 36         |
| 14       | Romain Grosjean   | Haas-Ferrari         | 1:33,384  | +2,383    | 23         |
| 15       | Sergio Pérez      | Force India-Mercedes | 1:33,406  | +2,405    | 35         |
| 16       | Kevin Magnussen   | Renault              | 1:33,447  | +2,446    | 34         |
| 17       | Nico Hülkenberg   | Force India-Mercedes | 1:33,570  | +2,569    | 37         |
| 18       | Jolyon Palmer     | Renault              | 1:33,640  | +2,639    | 35         |
| 19       | Pascal Wehrlein   | Manor-Mercedes       | 1:33,953  | +2,952    | 21         |
| 20       | Marcus Ericsson   | Sauber-Ferrari       | 1:34,224  | +3,223    | 31         |
| 21       | Felipe Nasr       | Sauber-Ferrari       | 1:34,477  | +3,476    | 34         |
| 22       | Rio Haryanto      | Manor-Mercedes       | 1:34,562  | +3,561    | 33         |

### Harmadik szabadedzés
A bahreini nagydíj harmadik szabadedzését április 2-án, szombaton délután tartották.
| helyezés | versenyző         | csapat/motor         | elért idő | különbség | futott kör |
| -------- | ----------------- | -------------------- | --------- | --------- | ---------- |
| 1        | Sebastian Vettel  | Ferrari              | 1:31,683  | −         | 22         |
| 2        | Kimi Räikkönen    | Ferrari              | 1:31,723  | +0,040    | 13         |
| 3        | Nico Rosberg      | Mercedes             | 1:32,104  | +0,421    | 18         |
| 4        | Lewis Hamilton    | Mercedes             | 1:32,160  | +0,477    | 14         |
| 5        | Valtteri Bottas   | Williams-Mercedes    | 1:32,675  | +0,992    | 18         |
| 6        | Romain Grosjean   | Haas-Ferrari         | 1:33,082  | +1,399    | 14         |
| 7        | Danyiil Kvjat     | Red Bull-TAG Heuer   | 1:33,113  | +1,430    | 10         |
| 8        | Esteban Gutiérrez | Haas-Ferrari         | 1:33,337  | +1,654    | 14         |
| 9        | Felipe Massa      | Williams-Mercedes    | 1:33,363  | +1,680    | 18         |
| 10       | Daniel Ricciardo  | Red Bull-TAG Heuer   | 1:33,519  | +1,836    | 20         |
| 11       | Marcus Ericsson   | Sauber-Ferrari       | 1:33,569  | +1,886    | 16         |
| 12       | Kevin Magnussen   | Renault              | 1:33,617  | +1,934    | 9          |
| 13       | Jenson Button     | McLaren-Honda        | 1:33,704  | +2,021    | 12         |
| 14       | Stoffel Vandoorne | McLaren-Honda        | 1:33,744  | +2,061    | 11         |
| 15       | Max Verstappen    | Toro Rosso-Ferrari   | 1:33,778  | +2,095    | 20         |
| 16       | Carlos Sainz Jr.  | Toro Rosso-Ferrari   | 1:34,003  | +2,320    | 20         |
| 17       | Felipe Nasr       | Sauber-Ferrari       | 1:34,013  | +2,330    | 15         |
| 18       | Nico Hülkenberg   | Force India-Mercedes | 1:34,128  | +2,445    | 16         |
| 19       | Sergio Pérez      | Force India-Mercedes | 1:34,281  | +2,598    | 15         |
| 20       | Jolyon Palmer     | Renault              | 1:34,424  | +2,741    | 9          |
| 21       | Rio Haryanto      | Manor-Mercedes       | 1:35,546  | +3,863    | 15         |
| 22       | Pascal Wehrlein   | Manor-Mercedes       | 1:35,724  | +4,041    | 16         |

## Időmérő edzés
A bahreini nagydíj időmérő edzését április 2-án, szombaton este futották. Lewis Hamilton pole-pozíciót érő, 1:29,493-as ideje új abszolút pályacsúcs lett.
| helyezés              | rajtszám | versenyző         | csapat/motor         | 1. rész  | 2. rész  | 3. rész  | rajthely   | futott kör |
| --------------------- | -------- | ----------------- | -------------------- | -------- | -------- | -------- | ---------- | ---------- |
| 1                     | 44       | Lewis Hamilton    | Mercedes             | 1:31,391 | 1:30,039 | 1:29,493 | 1          | 14         |
| 2                     | 6        | Nico Rosberg      | Mercedes             | 1:31,325 | 1:30,535 | 1:29,570 | 2          | 13         |
| 3                     | 5        | Sebastian Vettel  | Ferrari              | 1:31,636 | 1:30,409 | 1:30,012 | 3          | 14         |
| 4                     | 7        | Kimi Räikkönen    | Ferrari              | 1:31,685 | 1:30,559 | 1:30,244 | 4          | 14         |
| 5                     | 3        | Daniel Ricciardo  | Red Bull-TAG Heuer   | 1:31,403 | 1:31,122 | 1:30,854 | 5          | 12         |
| 6                     | 77       | Valtteri Bottas   | Williams-Mercedes    | 1:31,672 | 1:30,931 | 1:31,153 | 6          | 12         |
| 7                     | 19       | Felipe Massa      | Williams-Mercedes    | 1:32,045 | 1:31,374 | 1:31,155 | 7          | 10         |
| 8                     | 27       | Nico Hülkenberg   | Force India-Mercedes | 1:31,987 | 1:31,604 | 1:31,620 | 8          | 15         |
| 9                     | 8        | Romain Grosjean   | Haas-Ferrari         | 1:32,005 | 1:31,756 |          | 9          | 9          |
| 10                    | 33       | Max Verstappen    | Toro Rosso-Ferrari   | 1:31,888 | 1:31,772 |          | 10         | 9          |
| 11                    | 55       | Carlos Sainz Jr.  | Toro Rosso-Ferrari   | 1:31,716 | 1:31,816 |          | 11         | 9          |
| 12                    | 47       | Stoffel Vandoorne | McLaren-Honda        | 1:32,472 | 1:31,934 |          | 12         | 9          |
| 13                    | 21       | Esteban Gutiérrez | Haas-Ferrari         | 1:32,118 | 1:31,945 |          | 13         | 9          |
| 14                    | 22       | Jenson Button     | McLaren-Honda        | 1:31,976 | 1:31,998 |          | 14         | 9          |
| 15                    | 26       | Danyiil Kvjat     | Red Bull-TAG Heuer   | 1:32,559 | 1:32,241 |          | 15         | 9          |
| 16                    | 94       | Pascal Wehrlein   | Manor-Mercedes       | 1:32,806 |          |          | 16         | 6          |
| 17                    | 9        | Marcus Ericsson   | Sauber-Ferrari       | 1:32,840 |          |          | 17         | 6          |
| 18                    | 11       | Sergio Pérez      | Force India-Mercedes | 1:32,911 |          |          | 18         | 7          |
| 19                    | 20       | Kevin Magnussen   | Renault              | 1:33,181 |          |          | boxutca[1] | 3          |
| 20                    | 30       | Jolyon Palmer     | Renault              | 1:33,438 |          |          | 19         | 6          |
| 21                    | 88       | Rio Haryanto      | Manor-Mercedes       | 1:34,190 |          |          | 20         | 3          |
| 22                    | 12       | Felipe Nasr       | Sauber-Ferrari       | 1:34,388 |          |          | 21         | 4          |
| 107%-os idő: 1:37,717 |          |                   |                      |          |          |          |            |            |

Megjegyzés:
- ↑ 1:  — Kevin Magnussen a második szabadedzés során nem állt meg az FIA kötelező mérlegelésére, ezért a boxutcából kellett rajtolnia a vasárnapi futamon.[4]

## Futam
A bahreini nagydíj futama április 3-án, vasárnap este rajtolt.
| helyezés | rajtszám | versenyző         | csapat/motor         | futott kör | idő/kiesés oka   | rajthely | pont |
| -------- | -------- | ----------------- | -------------------- | ---------- | ---------------- | -------- | ---- |
| 1        | 6        | Nico Rosberg      | Mercedes             | 57         | 1:33:34,696      | 2        | 25   |
| 2        | 7        | Kimi Räikkönen    | Ferrari              | 57         | +10,282          | 4        | 18   |
| 3        | 44       | Lewis Hamilton    | Mercedes             | 57         | +30,148          | 1        | 15   |
| 4        | 3        | Daniel Ricciardo  | Red Bull-TAG Heuer   | 57         | +1:02,494        | 5        | 12   |
| 5        | 8        | Romain Grosjean   | Haas-Ferrari         | 57         | +1:18,299        | 9        | 10   |
| 6        | 33       | Max Verstappen    | Toro Rosso-Ferrari   | 57         | +1:20,929        | 10       | 8    |
| 7        | 26       | Danyiil Kvjat     | Red Bull-TAG Heuer   | 56         | +1 kör           | 15       | 6    |
| 8        | 19       | Felipe Massa      | Williams-Mercedes    | 56         | +1 kör           | 7        | 4    |
| 9        | 77       | Valtteri Bottas   | Williams-Mercedes    | 56         | +1 kör           | 6        | 2    |
| 10       | 47       | Stoffel Vandoorne | McLaren-Honda        | 56         | +1 kör           | 12       | 1    |
| 11       | 20       | Kevin Magnussen   | Renault              | 56         | +1 kör           | boxutca  |      |
| 12       | 9        | Marcus Ericsson   | Sauber-Ferrari       | 56         | +1 kör           | 17       |      |
| 13       | 94       | Pascal Wehrlein   | Manor-Mercedes       | 56         | +1 kör           | 16       |      |
| 14       | 12       | Felipe Nasr       | Sauber-Ferrari       | 56         | +1 kör           | 21       |      |
| 15       | 27       | Nico Hülkenberg   | Force India-Mercedes | 56         | +1 kör           | 8        |      |
| 16       | 11       | Sergio Pérez      | Force India-Mercedes | 56         | +1 kör           | 18       |      |
| 17       | 88       | Rio Haryanto      | Manor-Mercedes       | 56         | +1 kör           | 20       |      |
| ki       | 55       | Carlos Sainz Jr.  | Toro Rosso-Ferrari   | 29         | baleseti sérülés | 11       |      |
| ki       | 21       | Esteban Gutiérrez | Haas-Ferrari         | 10         | fékek            | 13       |      |
| ki       | 22       | Jenson Button     | McLaren-Honda        | 6          | erőforrás        | 14       |      |
| ni       | 5        | Sebastian Vettel  | Ferrari              | 0          | erőforrás        | 3        |      |
| ni       | 30       | Jolyon Palmer     | Renault              | 0          | hidraulika       | 19       |      |

## A világbajnokság állása a verseny után
| H   | Versenyzők       | Pont | H   | Konstruktőrök        | Pont |
| --- | ---------------- | ---- | --- | -------------------- | ---- |
| 1.  | Nico Rosberg     | 50   | 1.  | Mercedes             | 83   |
| 2.  | Lewis Hamilton   | 33   | 2.  | Ferrari              | 33   |
| 3.  | Daniel Ricciardo | 24   | 3.  | Red Bull-TAG Heuer   | 30   |
| 4.  | Kimi Räikkönen   | 18   | 4.  | Williams-Mercedes    | 20   |
| 5.  | Romain Grosjean  | 18   | 5.  | Haas-Ferrari         | 18   |
| 6.  | Sebastian Vettel | 15   | 6.  | Toro Rosso-Ferrari   | 11   |
| 7.  | Felipe Massa     | 14   | 7.  | Force India-Mercedes | 6    |
| 8.  | Max Verstappen   | 9    | 8.  | McLaren-Honda        | 1    |
| 9.  | Nico Hülkenberg  | 6    | 9.  | Renault              | 0    |
| 10. | Danyiil Kvjat    | 6    | 10. | Sauber-Ferrari       | 0    |

(A teljes táblázat)

## Statisztikák
- Vezető helyen:
  - Nico Rosberg: 56 kör (1-39) és (41-57)
  - Lewis Hamilton: 1 kör (40)
- A Mercedes 47. győzelme.
- Lewis Hamilton 51. pole-pozíciója.
- Nico Rosberg 16. győzelme és 15. leggyorsabb köre.
- Nico Rosberg 43., Kimi Räikkönen 81., Lewis Hamilton 89. dobogós helyezése.
- Stoffel Vandoorne első Formula–1-es nagydíja.